# Drosophila phaeopleura
Drosophila phaeopleura este o specie de muște din genul Drosophila, familia Drosophilidae, descrisă de Bock și Wheeler în anul 1972.
Este endemică în Fiji. Conform Catalogue of Life specia Drosophila phaeopleura nu are subspecii cunoscute.